# Számológép (Windows)
A Windows Calculator (magyar nyelven: Számológép) a Microsoft által kifejlesztett és a Microsoft Windowsban található szoftveres számológép. Négy üzemmóddal rendelkezik: standard, tudományos, programozó és grafikus üzemmód. A szabványos mód numerikus billentyűzetet és alapműveleti gombokat tartalmaz a számtani műveletek elvégzéséhez. A tudományos üzemmód egy lépéssel továbbmegy, és kiegészül hatvány- és trigonometrikus függvényekkel, a programozó üzemmód pedig lehetővé teszi a felhasználó számára a számítógépes programozással kapcsolatos műveletek elvégzését. A közelmúltban a számológép grafikus móddal bővült, amely lehetővé teszi a felhasználók számára, hogy grafikusan ábrázoljanak egyenleteket a koordináta-rendszerben.
A Windows Calculator azon kevés alkalmazások egyike, amelyeket a Windows 1.0-tól kezdve a Windows minden verziójához mellékeltek. Azóta a számológép különböző képességekkel bővült.
Ezen kívül a számológépet a Windows Phone és az Xbox One rendszerhez is mellékelik.

## Jellemzők
A Calculator alapértelmezés szerint normál üzemmódban fut, amely egy négyfunkciós számológéphez hasonlít. A tudományos módban fejlettebb funkciók állnak rendelkezésre, beleértve a logaritmusokat, a számbáziskonverziókat, néhány logikai operátort, az operátorok precedenciáját, a radián, a fok és a gradiens támogatását, valamint az egyszerű, egyváltozós statisztikai függvényeket. Nem nyújt támogatást a felhasználó által definiált függvényekhez, a komplex számokhoz, a köztes eredmények tárolására szolgáló változókhoz (a zsebszámológépek klasszikus akkumulátormemóriáján kívül), az automatikus polár-kartész koordináták átalakításához, illetve a kétváltozós statisztikák támogatásához.
A Calculator támogatja a gyorsbillentyűket; minden funkciójához tartozik egy billentyűparancs.
A Calculator programozói módban nem képes elfogadni vagy megjeleníteni az előjeles QWORD-nál (16 hexadecimális számjegy/64 bit) nagyobb számot. A legnagyobb szám, amelyet kezelni tud, tehát 0x7FFFFFFFFFFFFFFFFFFFFFFFFF (decimálisan 9 223 372 372 036 855 000 000). A programozói módban minden olyan számítás, amely ezt a határt túllépi, túlcsordul, még akkor is, ha ezek a számítások más módban sikeresek lennének. Különösen a tudományos jelölés nem áll rendelkezésre ebben az üzemmódban.

## Képgaléria

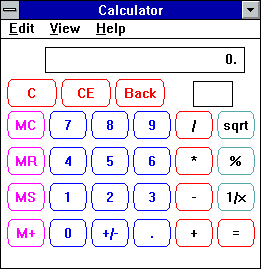
Microsoft Windows NT
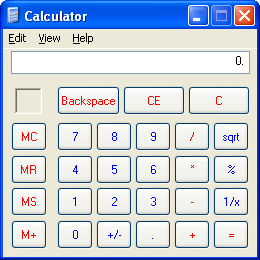
Windows XP
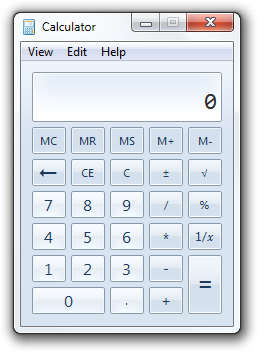
Windows 7
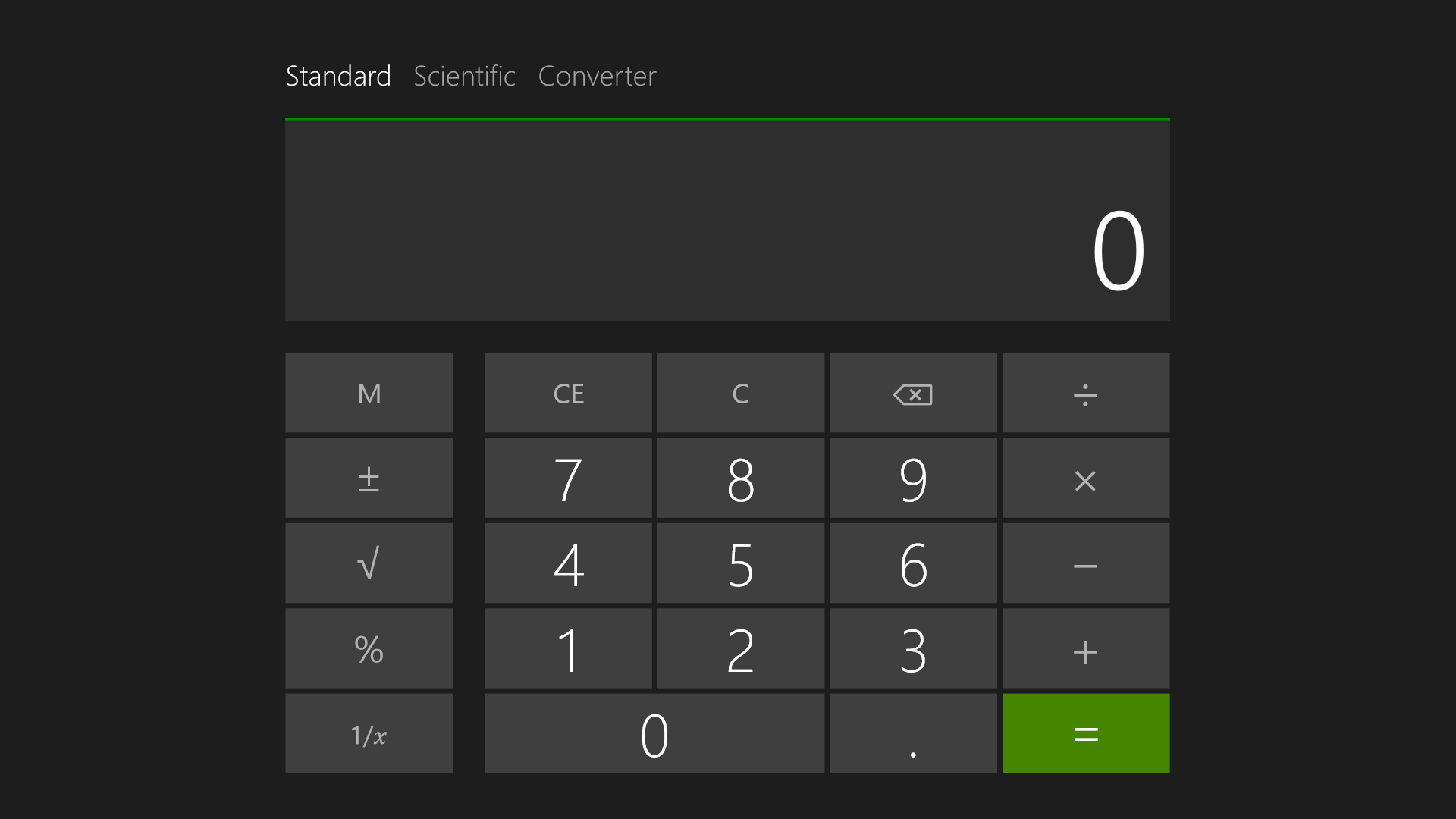
Windows 8.1

## Fordítás
- Ez a szócikk részben vagy egészben  a   Windows Calculator című angol Wikipédia-szócikk ezen változatának fordításán alapul.  Az eredeti cikk szerkesztőit annak laptörténete sorolja fel. Ez a jelzés csupán a megfogalmazás eredetét és a szerzői jogokat jelzi, nem szolgál a cikkben szereplő információk forrásmegjelöléseként.